# Coreto de Alhandra

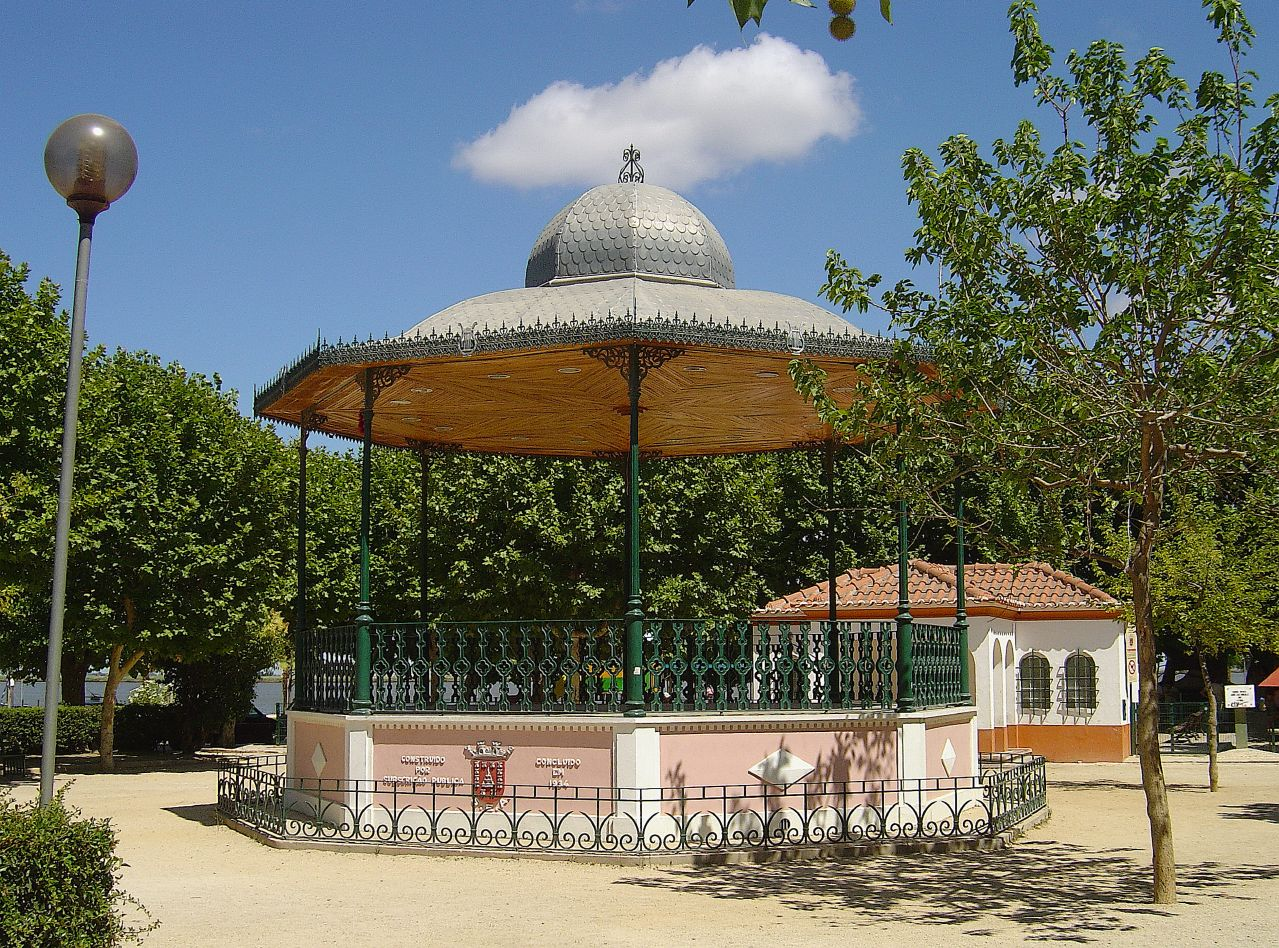

O coreto de Alhandra foi inaugurado em 1 de novembro de 1934 pertencendo a Sociedade Euterpe Alhandrense. Situa-se no jardim da Praça de Soeiro Pereira Gomes na vila de Alhandra em frente ao rio Tejo.